# Минсктранс
Государственное предприятие «Минсктра́нс» — государственное унитарное предприятие, охватывающее своей деятельностью Минск и частично Минскую область и выполняющее городские, пригородные и некоторые международные перевозки автобусами, городские перевозки троллейбусами, трамваями, а также заказные перевозки автобусами городского и междугородного класса. Пассажиропоток предприятия в 2016 году достиг отметки 700 миллионов человек.

## История
Транспортное коммунальное унитарное предприятие «Минсктранс» (КУП «Минсктранс»)  было создано 26 ноября 2003 года, по приказу Мингорисполкома. В новое предприятие вошли ранее существовавшие УП «Минскгорэлектротранс», «Минскпассажиравтотранс», «Управления транспорта и связи Мингорисполкома» и «Минский метрополитен».
В 2004 году структура «Минсктранса» пополняется тремя новыми филиалами: Агентством «Минсктранс», «Службой энергохозяйства» и сельскохозяйственным комплексом «Великополье».
В 2006 году прокладываются первые метры «тихого», шумопоглощающего трамвайного пути. Беспрецедентное обновление подвижного состава проводится в автобусных парках. На смену «Икарусам» и «ЛиАЗам» приходят комфортабельные «МАЗы» новых моделей. В 2007 году сразу на 20 диспетчерских станциях проводятся масштабные ремонтные работы. Официально прекращают свою деятельность «Троллейбусное депо № 1» и «Автобусный парк № 3».
В 2008 году проводится объёмная реконструкция трамвайного пути города. Два участка на улице Якуба Коласа общей протяженностью 2,5 километра впервые в истории республики выполнены по новой бесшпально-бесстыковой технологии, сделавшей трамвайное движение практически бесшумным. «Минсктранс» прирастает еще одним подразделением — в его состав входит «Ремонтно-механический завод».
В 2009 году КУП «Минсктранс» официально переименован в коммунальное транспортное унитарное предприятие «Минсктранс», или государственное предприятие «Минсктранс». Прекращает свое юридическое существование «Автобусный парк №1».
В 2012 году на остановочных пунктах устанавливаются электронные табло, на которых оперативно отражается информация об ожидаемом времени прибытия общественного транспорта. Начинается внедрение инновационного проекта по автоматизированной системе оплаты и контроля проезда, которое было завершено двумя годами позднее.
В 2015 году из состава государственного предприятия «Минсктранс» выходит «Минский метрополитен»
В 2023 году прекращает свое юридическое существование «Автобусный парк №2».

## Оплата проезда

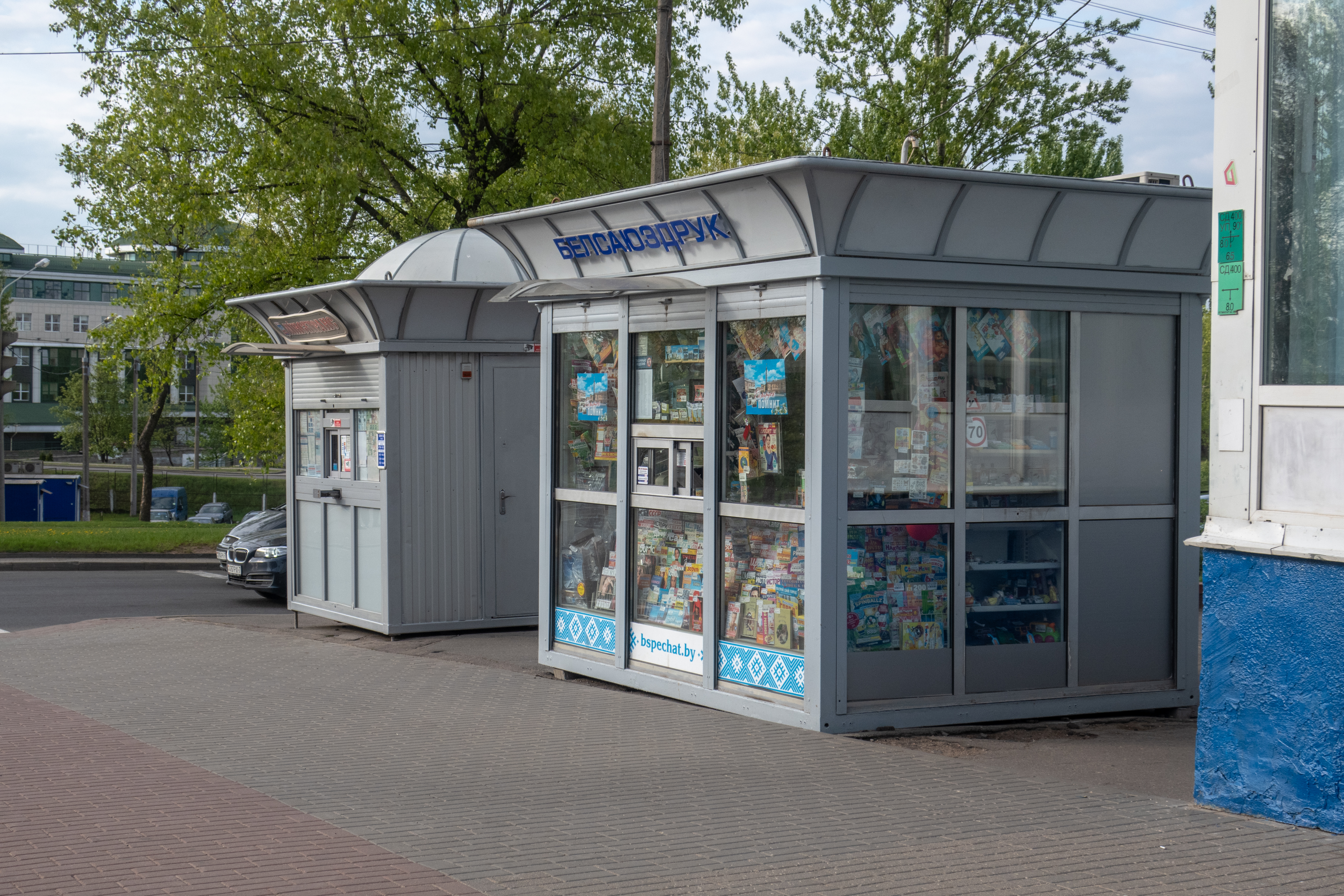
Киоск «Минсктранса» по продаже талонов и многоразовых проездных (слева)

В Минске для оплаты проезда применяются билеты на основе бесконтактной смарт-карты и одноразовые талоны. Проездные билеты существуют на период от десяти дней до одного месяца и на один-четыре вида транспортных средств. Также на бесконтактную карту возможно записать некоторое число поездок, которые будут действовать на протяжении 60 суток. Талоны, приобретённые у водителя или в других местах, необходимо компостировать.
На рубеже 2010-х годов традиционные механические компостеры вытеснены электромеханическими, внутри которого находится термопринтер, печатающий время и дату погашения талона в момент его вставки в отверстие. Помимо компостеров на поручнях имеются также стационарные валидаторы для оплаты проезда при помощи смарт-карт. В будущем планируется внедрение оплаты проезда на основе банковских карт, оснащенных системой PayPass.
Проверку оплаты проезда на маршрутах наземного транспорта осуществляют инспекторы КТУП «Агентство Минсктранс».

## Подвижной состав

### Поставки
С 2003 года в автобусные, троллейбусные и трамвайные парки Минска поступает подвижной состав производства исключительно белорусских производителей: Неман, МАЗ, Белкоммунмаш, а также украинские автобусы Богдан, собранные на территории Беларуси под брендом Радзимич. В начале января 2016 года в ГП «Минсктранс» числилось 350 автобусов и 36 троллейбусов, полностью выработавших свой ресурс и подлежащих замене. Об этом сообщил директор ГУ «Столичный транспорт и связь» Валерий Шкуратов. Ещё 274 автобуса пополнят этот список к концу 2016-го.

### Автобусы

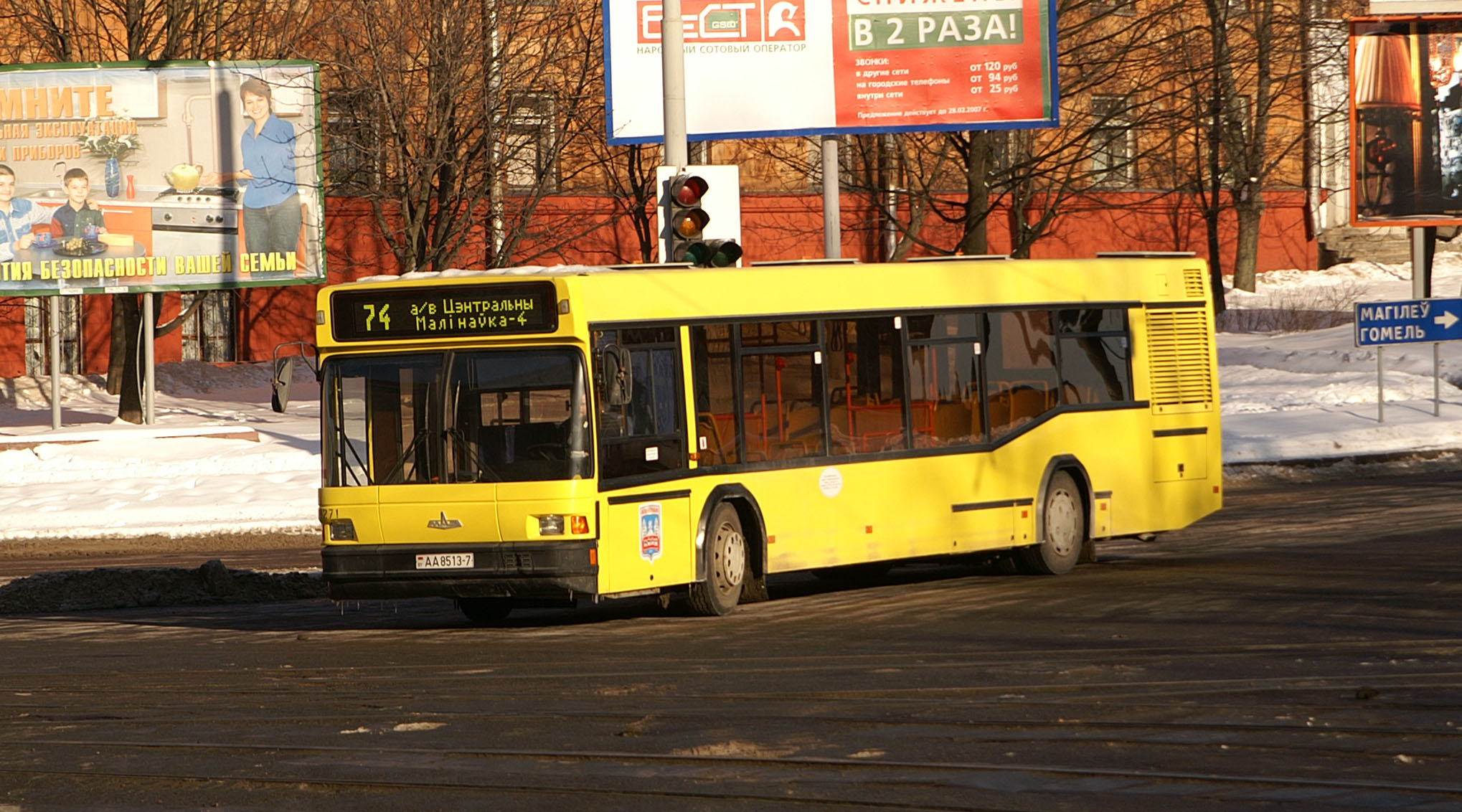
МАЗ-103 в Минске на маршруте № 74 (сейчас — 74с)

С 2007 года в Минске была прекращена эксплуатация автобусов марки Ikarus, таким образом все городские автобусы в городе стали исключительно белорусского производства.
В 2017 году начата эксплуатация автобусов на электрической тяге на троллейбусных и автобусных маршрутах белорусской столицы. С 2019 года электробусы работают преимущественно на автобусных маршрутах, планы по замене троллейбусов на электробусы пересмотрены горисполкомом и осуществляться не будут.
По состоянию на конец 2019 года в автопарках ГП «Минсктранс» находится 1624 автобуса.

### Троллейбусы

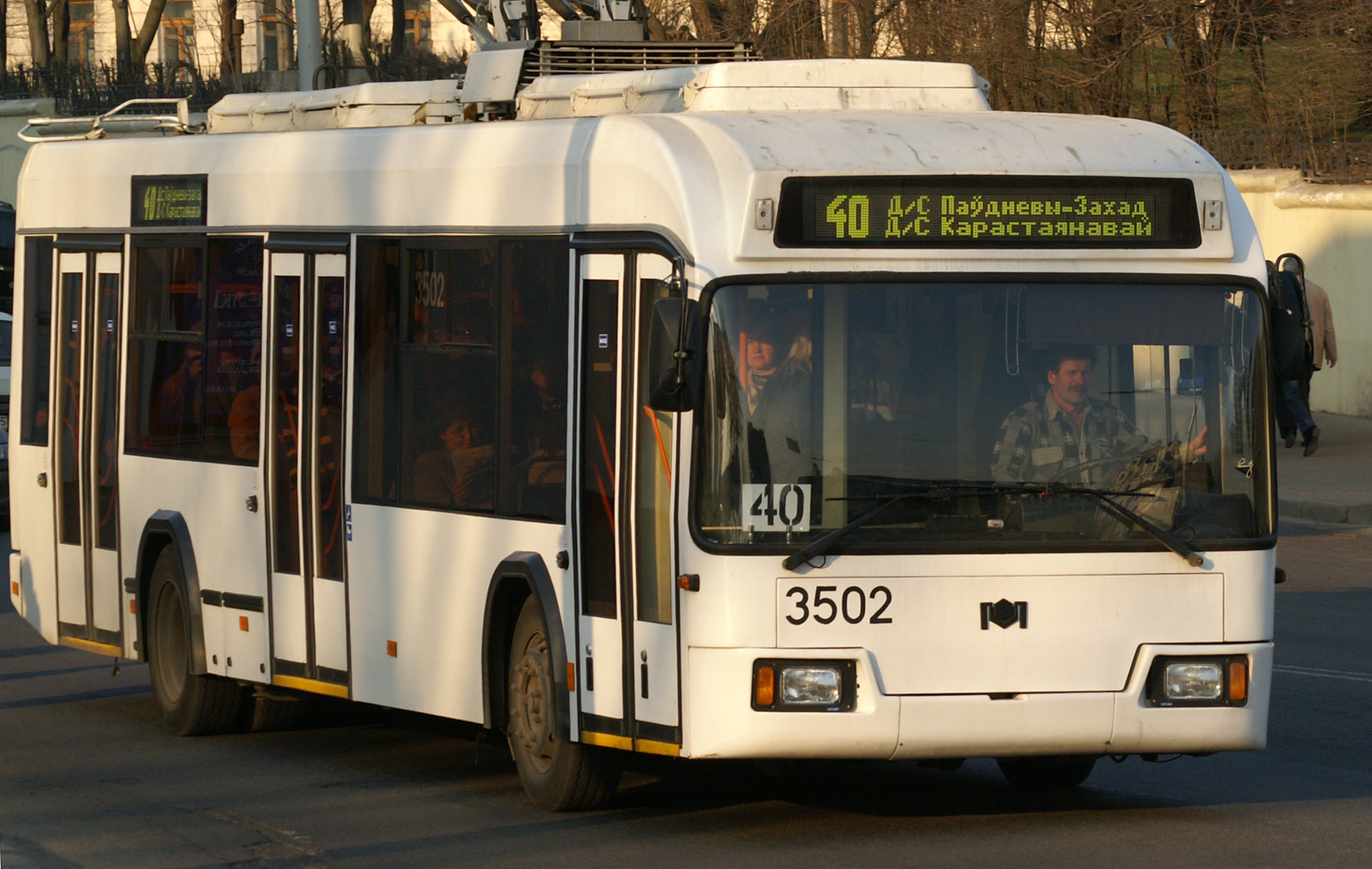
АКСМ-321 в Минске на маршруте № 40

В 2006—2008 годах в троллейбусных парках велось активное списание старых троллейбусов Тролза (ЗиУ). На конец 2009 года в Минске остаётся только четыре троллейбуса Тролза-6205, которые в ближайшее время должны быть заменены на троллейбусы производства Белкоммунмаша и МАЗа.
По состоянию на конец 2019 года в троллейбусных парках ГП «Минсктранс» находится 773 троллейбуса.

### Трамвай

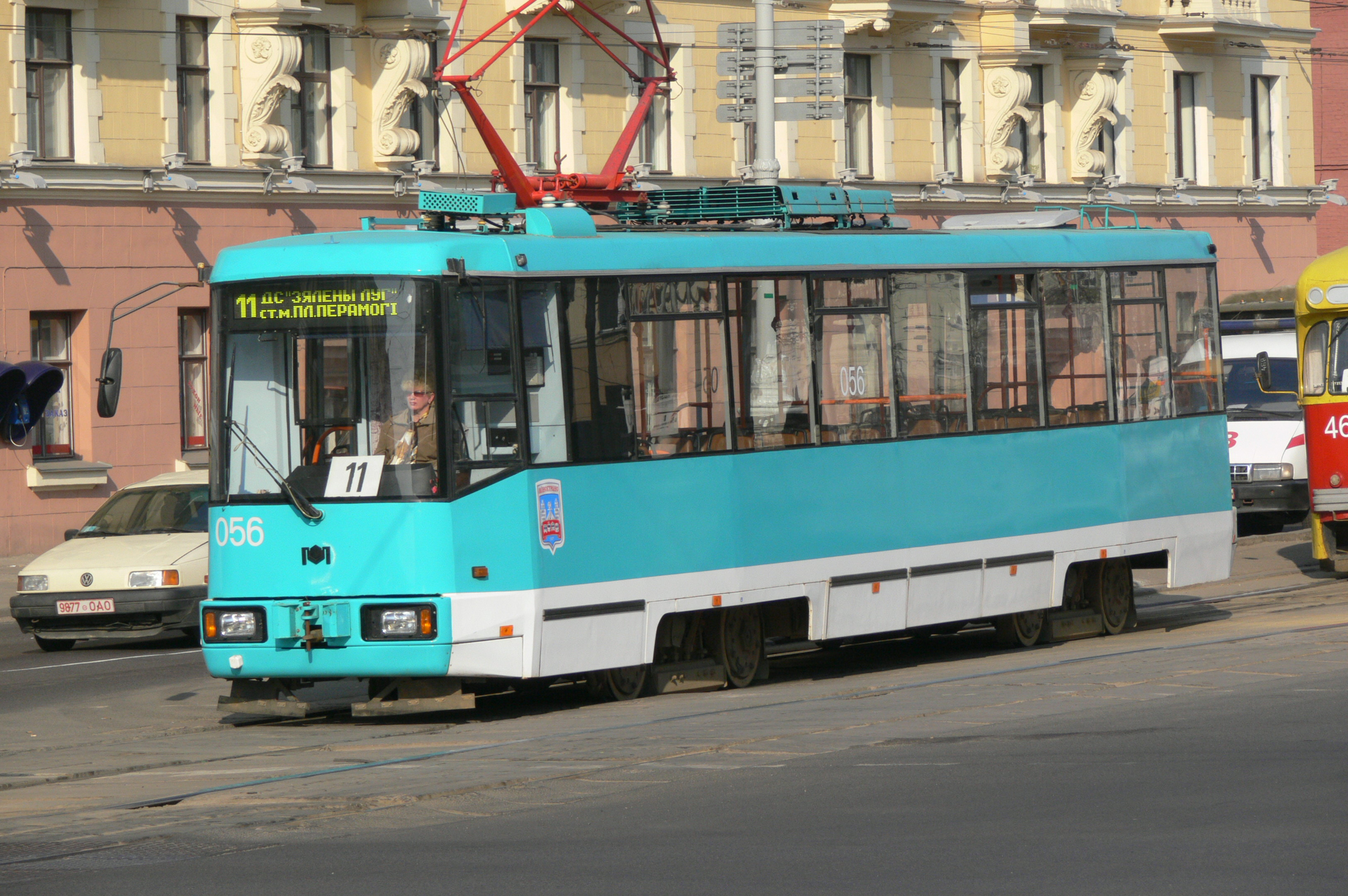
АКСМ-60102 в Минске на маршруте № 11

В конце 2000-х в трамвайном парке, также как и в автобусных и троллейбусных производится активное обновление подвижного состава.
В 2008-м году были списаны все трамваи РВЗ-6 и РВЗ-ДЭМЗ, в 2009-м Duewag GT8 и 71-608К. К 2011 году были списаны и распроданы трамваи Tatra T6B5. Все старые трамваи были заменены новыми АКСМ-60102 и АКСМ-843.
По состоянию на конец 2019 года в трамвайном парке ГП «Минсктранс» находится 140 трамваев.

### Микроавтобусы

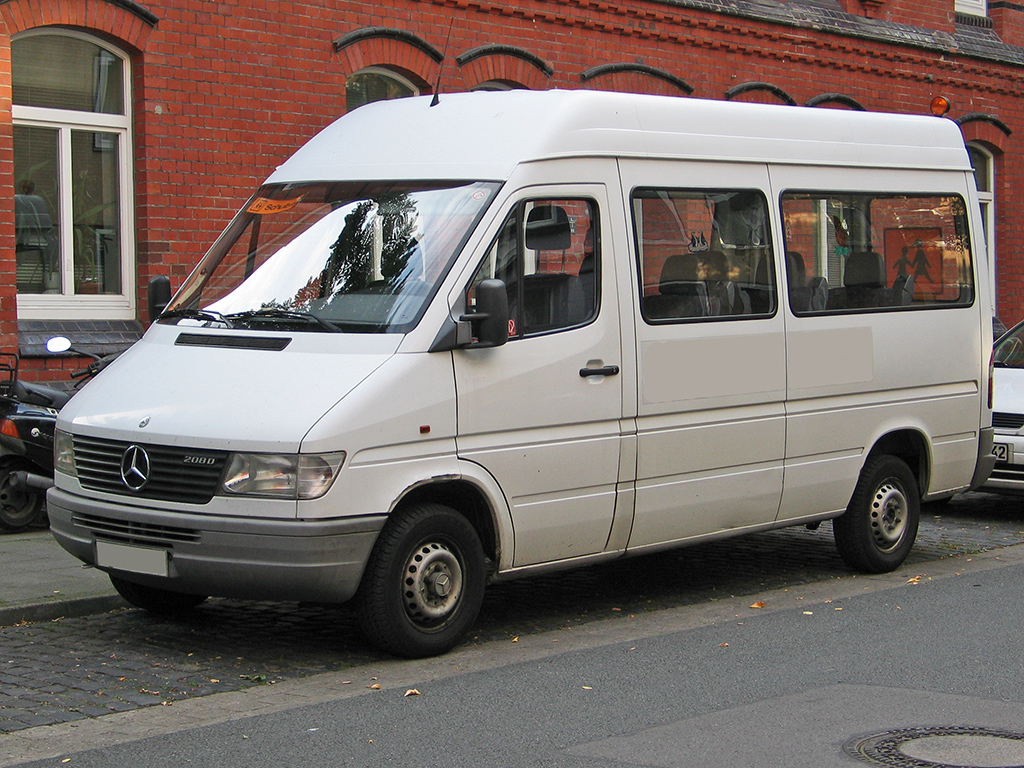
Микроавтобус Mercedes-Benz Sprinter, аналогичный эксплуатируемым в Минске

В автобусных парках ГП «Минсктранс» эксплуатируются также микроавтобусы Mercedes-Benz Sprinter первого поколения и Радзимич А092. Микроавтобусы Радзимич используются для пригородных и междугородних перевозок, Sprinter эксплуатируются как на пригородных линиях, до 1 января 2015 года также эксплуатировались на городских линиях. В настоящее время большинство микроавтобусов Sprinter списаны, на пригородном и междугороднем направлениях заменяются автобусами среднего вместимости VW Crafter.
По состоянию на конец 2019 года в автобусных парках ГП «Минсктранс» находится 27 микроавтобусов.

## Структура предприятия
По состоянию на 2020 год в структуру предприятия входят все нижеперечисленные филиалы.

### Наземный транспорт
- Транспортный парк № 1 (ул. Гинтовта, 3): городские и пригородные перевозки, а также разовые и постоянные заказы по обслуживанию организаций и физических лиц.
- Транспортный парк № 2 (ул. Ванеева, 31): перевозка пассажиров троллейбусами и автобусами (с 01.02.23)
- Транспортный парк № 4 ( Харьковская ул., 16): перевозка пассажиров троллейбусами и автобусами (с 01.02.23)

#### Автобус
- Автобусный парк № 5 (ул. Гурского, 15): городские, пригородные пассажирские перевозки.
- Автобусный парк № 6 (ул. Машиностроителей, 15): городские, пригородные пассажирские перевозки.
- Автобусный парк № 7 (4-й пер. Кольцова, 2): городские, пригородные пассажирские перевозки.

#### Троллейбус
- Троллейбусный парк № 3 (ул. Гурского, 17): перевозка пассажиров троллейбусами.
- Троллейбусный парк № 5 (ул. Солтыса, 26): перевозка пассажиров троллейбусами.

#### Трамвай
- Трамвайный парк (Ботаническая ул., 4): перевозка пассажиров трамваями.

### Автовокзалы

#### Минский автовокзал (ул. Бобруйская, 6-1)
- Центральный автовокзал
- Автовокзал «Восточный»
- Автостанция «Автозаводская»
- Автостанция «Славинского»
- Автостанция «Юго-Западная»
- Автостанция «Карастояновой»

### Прочее
- Ремонтно-строительное управление (общестроительные и специальные строительные работы) (пр-т Партизанский, 6)
- Ремонтно-механический завод
- Служба энергохозяйства (обеспечение электроснабжения) (пр-т Партизанский, 6)
- Санаторий «Волма» (размещение и лечение сотрудников предприятия и их семей) (д. Озёрный)
- Детский оздоровительный лагерь имени Юрия Гагарина
- Сельскохозяйственный комплекс «Великополье» (д. Великополье)